# Addison Spruill
Addison Cornelius Spruill Jr. (Bronx, 14 maggio 1993) è un cestista statunitense.